# 東京中小企業投資育成
東京中小企業投資育成株式会社（とうきょうちゅうしょうきぎょうとうしいくせい）は、日本のベンチャーキャピタルである。

## 概要
東京中小企業投資育成株式会社は、1963年（昭和38年）に中小企業投資育成株式会社法に基づいて設立した。1986年に民間法人化され、現在は特殊会社である。静岡県・長野県・新潟県以東の18都道県が営業範囲で、それ以外の地域は姉妹会社である大阪中小企業投資育成と名古屋中小企業投資育成が担当する。
長期保有で育成を重視し、歴史ある中小企業は上場を求めずに安定的な配当を期待する。若いベンチャー企業は上場を期待するが、上場後も長期的に株式を保有することがある。IT、半導体、バイオなど成長産業のほか、製造、卸売、小売など成熟業種も投資する。地方へ投資が多い。
2013年3月末までの投資実績は1,996社で1,049億円、トミー、キングジム、竹内製作所、オンコセラピー・サイエンス、メディネット、日本風力開発など80社以上が株式を上場または公開している。